# جون كونتيه
جون كونتيه (بالإنجليزية: John Conteh) مواليد 27 مايو 1951 في ليفربول، لانكشر، إنجلترا، هو ملاكم محترف إنجليزي معتزل كان يصنف ضمن فئة الوزن الثقيل. حقق الميدالية الذهبية في دورة ألعاب الكومنولث البريطانية 1970.

## المسيرة الاحترافية
من نزالاته:
- خسر أمام ماثيو سعد محمد بالضربة الفنية القاضية (1980).
- خسر أمام ماثيو سعد محمد (1979).
- خسر أمام ماتي بارلوف (1978).
- انتصر على كريس فينيجان بالضربة الفنية القاضية (1974).
- انتصر على فيسنتي روندون بالضربة الفنية القاضية (1973).
- انتصر على كريس فينيجان (1973).

## إحصائيات
خاض خلال مسيرته 39 نزالا، فاز في 34 وتعادل في 1 وخسر في 4. فاز بالضربة القاضية في 24 نزالا.

## الميداليات
| الميدالية | المسابقة                             |
| --------- | ------------------------------------ |
| ذهبية     | دورة ألعاب الكومنولث البريطانية 1970 |

## روابط خارجية
- جون كونتيه على موقع بوكس ريك (الإنجليزية) (registration required)